# Истборн Боро
«Истборн Боро» (англ. Eastbourne Borough FC) — английский футбольный клуб из города Истборн, в графстве Восточный Суссекс. Образован в 1964 году, домашние матчи проводит на стадионе «Приори Лэйн». В настоящее время выступает в Национальной Лиге Юг, шестом по значимости соревновании в системе футбольных лиг Англии.

## История

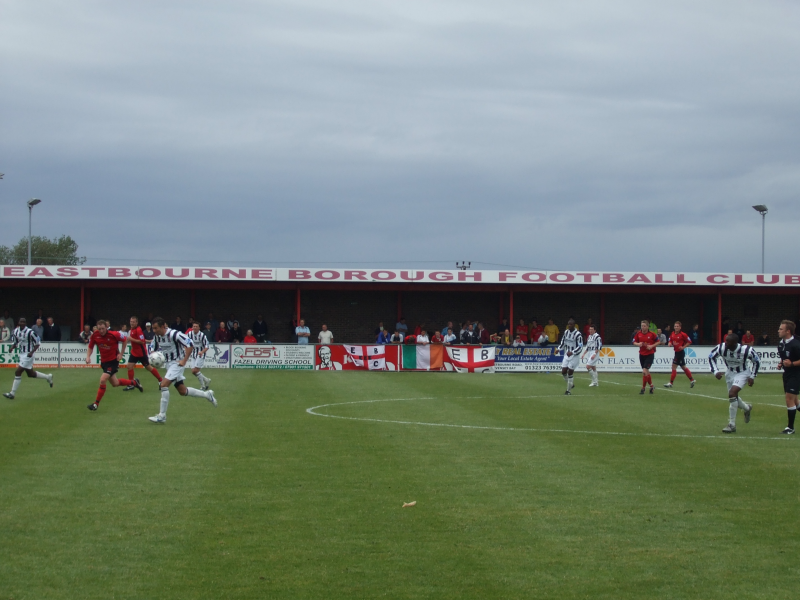
домашний стадион Истборн Боро в 2007 году

### Ранние годы
Клуб был основан в 1964 году как ФК Лэнгни, по названию части Истборна, где проводила свои домашние матчи команда. Все началось с того, что группа друзей, что играли за молодежную команду Langney and Friday Street, стали слишком «стары» чтобы играть в ней, и для того чтобы иметь возможность играть и дальше они создали свою команду. Образованный в 1964 году Лэнгни играл во Втором дивизионе Лиги Истборна и окрестностей. Клуб вступил в футбольную ассоциацию Суссекса только летом 1965 года, с этого времени и считаются и официальные игры. Перед сезоном 1968/69 Клуб поменял название на Лэнгни Спортс, после присоединения к ассоциации общины Лэнгни. В это время команда играла на различных площадках, пока не переехала в Принцесс Парк, по соседству со стадионом Истборн Юнайтед. В конце сезона 1973/74 клуб завоевал продвижение в Премьер дивизион Лиги Истборна и Гастингса.

### Годы в Лиге Суссекса: 1983—1999
В 1983 году клуб был выбран одним из основателей Третьего дивизиона Лиги Суссекса, но это событие было омрачено заявлениями чиновников футбольной ассоциации Англии, о том что Лэнгни является «командой из парка» и не относящихся к команде серьезно. Команда переехала с площадок Принцесс Парка на их нынешний домашний стадион Приори Лэйн в центре жилого района Лэнгни.
А сезоне 1986/87 Лэнгни Спортс завоевал своеобразный требл, был выигран чемпионат Третьего дивизиона, Кубок Третьего дивизиона и Кубок вызова Истборна. В следующем сезоне команда снова завоевала право подняться на одну лигу выше и стала выступать в Первом дивизионе Суссекса. В 1992 году, Лэнгни вышел в финал Кубка вызова Суссекса, где уступил резервной команде единственного в графстве профессионального клуба Брайтон энд Хоув Альбион.
Лэнгни регулярно финишировал в первой четверке Первого дивизиона. В 1999 году в команду пришел тренер Гарри Уилсон. В первый полноценный сезон работы с командой он смог завоевать чемпионский титул Лиги Сусекса и команда получила повышение в Восточный дивизион Южной лиги.

### Подъём в Конференцию: годы Уилсона 1999—2012
После своего первого сезона в Южной лиге, в котором команда финишировала на 9 месте в Восточном дивизионе, президент клуба Лен Смит объявил, что команда меняет свое название на Истборн Боро, чтобы отражать название города в котором она играет. В их второй сезон команда финишировала на 7 месте, и завоевала свой первый Кубок Вызова Суссекса, победив клуб Льюис в финале в дополнительное время.
В следующем сезоне команда смогла пробиться в Премьер дивизион Южной Лиги. Команда заняла второе место, проиграв клубу Дорчестер Таун только по разнице забитых и пропущенных мячей. В конце сезона клуб защищал титул обладателя Кубка Суссекса в финальном матче против Кроли Таун, где проиграл в серии пенальти 5-6. И хотя команда финишировала только на 11 месте в свой первый сезон в Премьер дивизионе, из-за реорганизации системы лиг, клуб оказался в числе участников новой Южной конференции сезона 2004/05. Дальнейшее повышение было практически получено, после финиша на 5 месте и победы в плей-офф над командами Таррок и Кембридж Сити. Но в финале Истборн проиграл клубу Олтрингем и остался в Южной конференции.
В следующем сезоне команда финишировала в нижней половине таблицы на 17 месте, а в сезоне 2006/07 команда не смогла попасть в плей-офф, финишировав на 7 месте. Сезон 2007/08 был весьма запоминающимся для фанатов Истборна. С начала сезона и до 1 января 2008 года команда не знала поражений в лиге, пока не проиграла своим местным соперникам из клуба Льюис перед 3 027 зрителями на стадионе Приори Лэйн. Команда финишировала в этом сезоне на 2 месте, проиграв только Льюису. В полуфинале плей-офф был обыгран клуб Брейнтри Таун, а в финале со счетом 2:0 был повержен Хэмптон энд Ричмонд Боро, что означало, что следующий сезон Истборн Боро начнет в Национальной конференции.

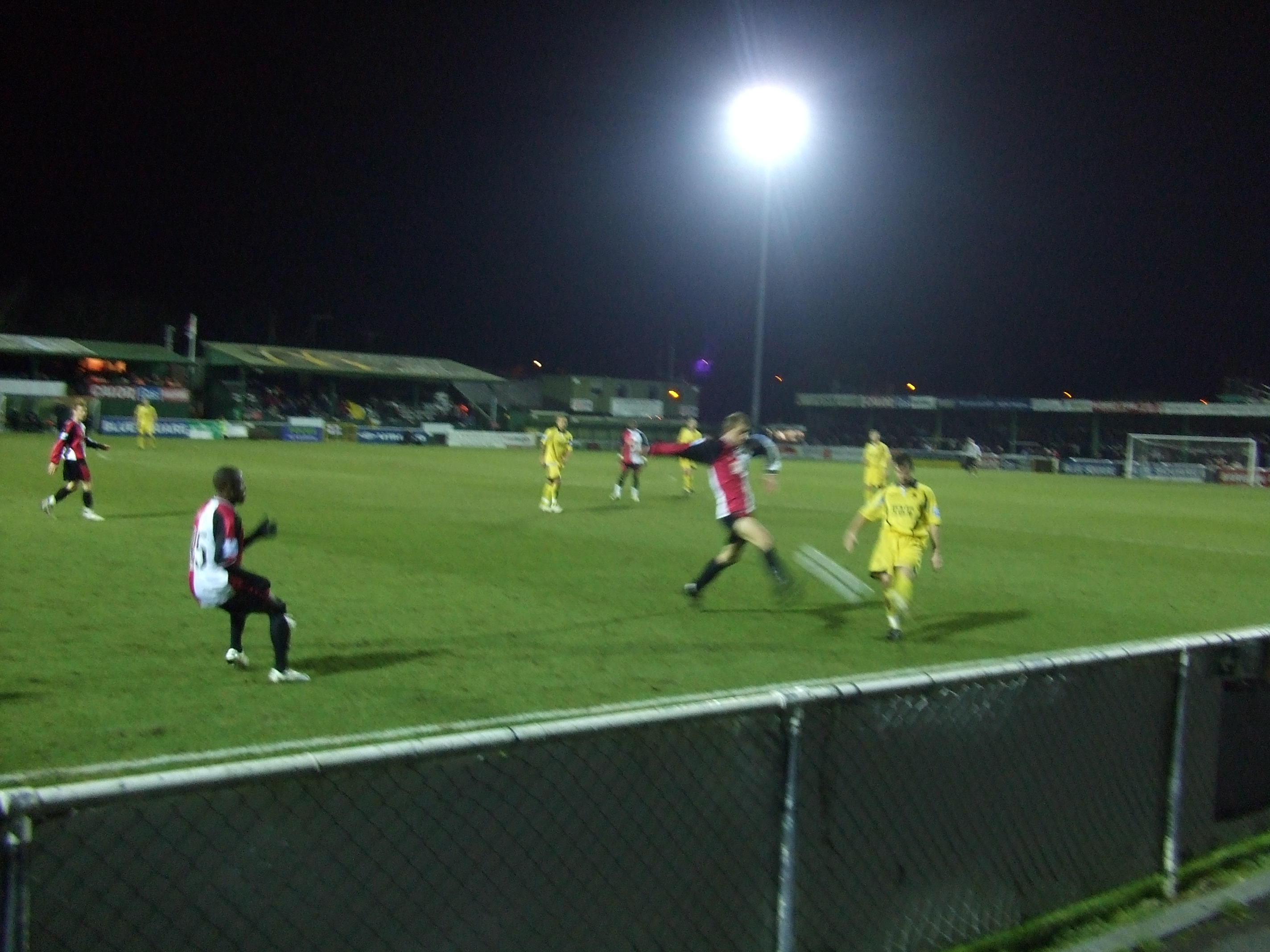
Истборн Боро на выезде против Уокинга 27 января 2009.

В начале сезона 2008/09 Истборн боролся за выживание, находясь возле зоны вылета. Однако, после того как клуб взял в аренду игроков Плимут Аргайла Дэна Смита и Эшли Барнса, и игрока Кембридж Юнайтед Дэнни Брауна, команда закрепилась в верхней половине таблицы, одерживая победы даже над профессиональными клубами, такими как Торки Юнайтед и Йорк Сити. Команда финишировала в свой первый сезон на этом уровне на комфортной 13 позиции в середине таблицы. Во время сезона игру команды впервые показывали по национальному телевидению. Также в сезоне 2008/09 Истборн опять выиграл Кубок Суссекса.

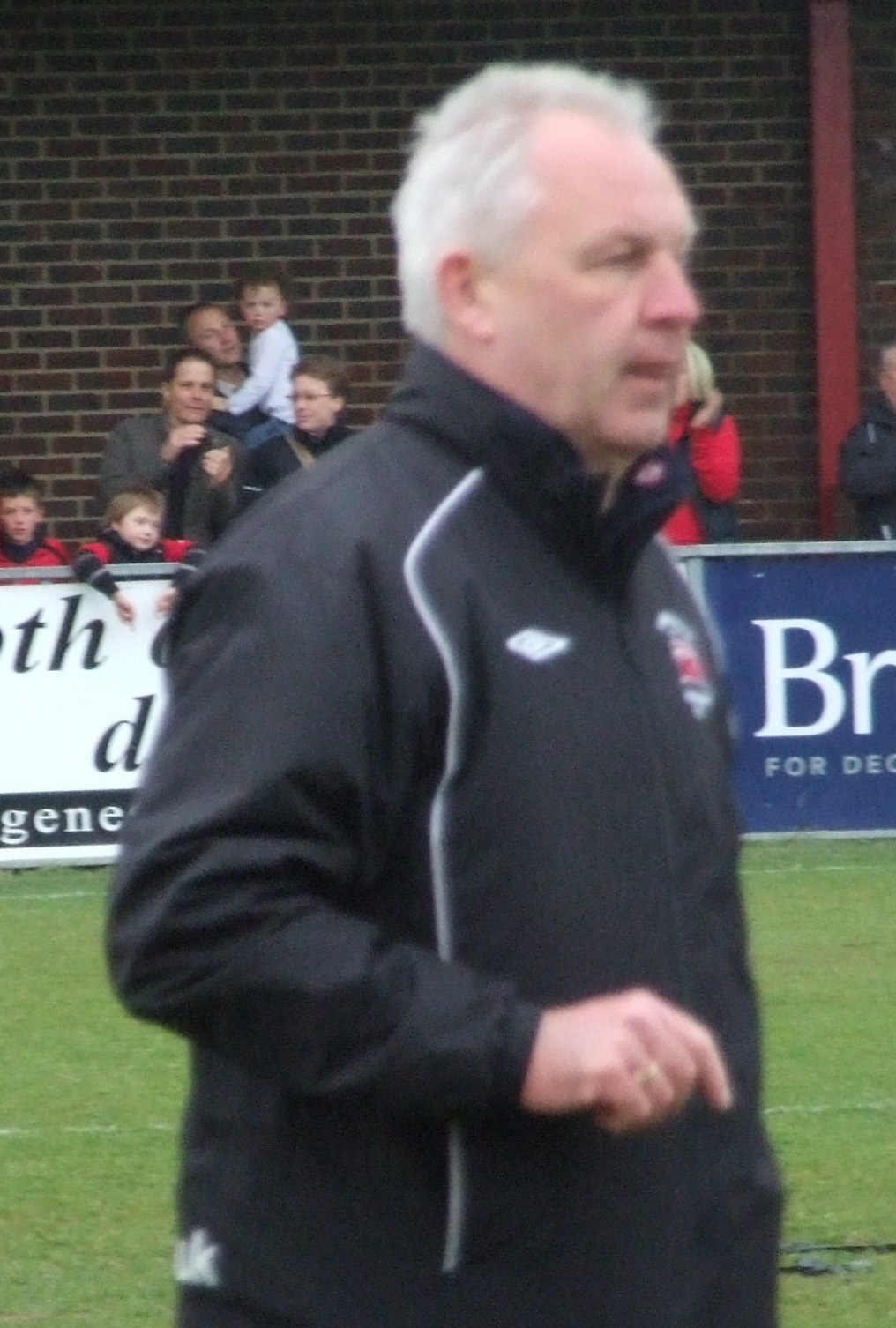
Гарри Уилсон.

Сезон 2009/10 Истборн провел в борьбе с «синдромом второго сезона». После неплохого старта и побед над Уимблдоном и будущим победителем ФА Трофи клубом Барроу, Команда испытала серьезный спад формы, и только победа в последнем туре над будущим победителем плей-офф Оксфорд Юнайтед со счетом 1:0, и забитым на 84 минуте матча пенальти, спасла команду от вылета.
Истборн вернулся в Южную конференцию по итогам сезона 2010/11. Где и выступает по сей день.

### История выступлений в Кубке Англии
В сезоне 2005/06 клуб впервые вышел в первый раунд Кубка Англии, где встретился с представителем Второй лиги клубом Оксфорд Юнайтед. Первый матч состоялся на Приори Лэйн и завершился вничью 1:1.
Этот матч примечателен для команды тремя вещами:
- 1. Впервые Истборн Боро проводил матч против клуба из полностью профессиональной лиги.
- 2. Впервые матч на Приори Лэйн был показан по национальному телевидению.[29]
- 3. Впервые пришлось разделять фанатов Истборна и гостевой команды, из-за рекордной посещаемости в 3 770 зрителей.[30]

В матче переигровке, проходившем на поле Оксфорда команда из восточного Суссекса на смогла добиться победы. Но даже после поражения со счетом 3:0, нападающий Истборна Йеми Одубейд произвел очень хорошее впечатление на тренера Оксфорда, и в январе 2006 года был осуществлен трансфер. Истборн получил сразу £15 000.
Истборн снова достиг первого раунда Кубка в сезоне 2007/08, где проиграл клубу Уэймут со счетом 4:0. С таким же счетом команда проиграла в переигровке первого раунда клубу Барроуна следующий сезон.
Команда снова достигла первого раунда Кубка в сезоне 2016/17, где проиграла клубу Брейнтри Таун со счетом 7:0.

## Эмблема и цвета
Эмблема клуба датирована 1970-ми годами и текущаа версия эмблемы представляет собой уже второй вариант. Эмблема представляет собой изображение башни Мартелло, находящейся недалеко от Лэнгни Поинт. Клуб искал эмблему, которая отождествлялась бы с местом базирования команды, и первоначально выбор был между двумя местными достопримечательностями: Монастыря Лэнгни и вышеупомянутой башней Мартелло.
Цвета клуба менялись с течением времени; изначально они были темно-бордовые с вкраплениями янтарного. Однако, начиная с 1972 года цветом клуба становится красный. Красный комбинировался с различными цветами на протяжении многих лет, например красно-белый, однако в последнее время в основном использовались красный и чёрный цвет. Клуб традиционно использовал различные оттенки синего для своей выездной формы, но в последнее время используется жёлтый цвет.

## Текущий состав

### Основной состав
|  | Флаг Англии      | Вр  | Кери Льюис        |  |  |  |  |  |
|  | Флаг Англии      | Вр  | Луис Роджерс      |  |  |  |  |  |
|  |                  |     |                   |  |  |  |  |  |
|  | Флаг Англии      | Защ | Сэм Бил           |  |  |  |  |  |
|  | Флаг Нидерландов | Защ | Бау Босма         |  |  |  |  |  |
|  | Флаг Англии      | Защ | Киран Кхинда-Джон |  |  |  |  |  |
|  | Флаг Англии      | Защ | Исаак Энхими      |  |  |  |  |  |
|  | Флаг Ирландии    | Защ | Ян Симбемба       |  |  |  |  |  |
|  | Флаг Англии      | Защ | Адам Уоттс        |  |  |  |  |  |
|  |                  |     |                   |  |  |  |  |  |
|  | Флаг Англии      | ПЗ  | Натан Кольер      |  |  |  |  |  |
|  | Флаг Англии      | ПЗ  | Джек Эванс        |  |  |  |  |  |
|  | Флаг Англии      | ПЗ  | Кейн Хизмэн       |  |  |  |  |  |

|  | Флаг Англии     | ПЗ  | Крэйг Стоун     |  |  |  |  |  |
|  | Флаг Англии     | ПЗ  | Райан Воррул    |  |  |  |  |  |
|  |                 |     |                 |  |  |  |  |  |
|  | Флаг Португалии | Нап | Мигель Баптиста |  |  |  |  |  |
|  | Флаг Англии     | Нап | Джейк Боттин    |  |  |  |  |  |
|  | Флаг Англии     | Нап | Уэйн Джайлс     |  |  |  |  |  |
|  | Флаг Англии     | Нап | Даррен Лок      |  |  |  |  |  |
|  | Флаг Канады     | Нап | Гэвин Маккаллум |  |  |  |  |  |
|  | Флаг Англии     | Нап | Натаниэль Пенни |  |  |  |  |  |
|  | Флаг Англии     | Нап | Эллиот Ромен    |  |  |  |  |  |
|  | Флаг Англии     | Нап | Лиам Уилсон     |  |  |  |  |  |

## Молодёжный состав
| № |             | Поз. | Имя      | Год рождения |
| - | ----------- | ---- | -------- | ------------ |
|   | Флаг Англии | Нап  | Дин Баун |              |

| № |             | Поз. | Имя         | Год рождения |
| - | ----------- | ---- | ----------- | ------------ |
|   | Флаг Англии | Нап  | Макс Тейлор |              |

## Рекорды клуба
Рекордсмен по количеству проведённых игр'
Даррен Бейкер? 952 (по состоянию на 27 апреля 2013 года)
Рекордсмен по количеству забитых голов
Скотт Рамсей, 185 (2002—2008)
Рекордный трансфер
£25,000 за игрока Йеми Одабуд в 2006 году.
Рекордная посещаемость
3,770 в матче с клубом Оксфорд Юнайтед в 2005 году
Рекордная победа
11-1 в матче с клубом Кроуборо (13 января 2009)